# 日晩
『日晩』(朝鮮語: 일밤)は、韓国の文化放送(MBC)で1988年11月27日から毎週日曜日の午後に放送するテレビバラエティ番組である。以前のタイトルは「日曜日、日曜日の晩に」だったが、2011年に「私たちの日晩」に変更した後、2012年に現在のタイトルに変えた。

## コーナーの一覧
- ブレインサバイバー（朝鮮語版）